# ويل شيري
ويل شيري (بالإنجليزية: Will Cherry)‏ مواليد 8 فبراير 1991 في أوكلاند، هو لاعب كرة سلة محترف أمريكي بدأ مسيرته الاحترافية في سنة 2013 يلعب مع فريق ألبا برلين كلاعب هجوم خلفي ويحمل الرقم 22. يبلغ طوله 6 قدم 1 بوصة (1.9 م).

## فرق لعب لها
- كليفلاند كافالييرز
- زالغيريس لكرة السلة
- ألبا برلين

## إحصائيات المسيرة

### الرابطة الوطنية لكرة السلة

#### الموسم الاعتيادي
| السنة   | الفريق             | لعب | بدأ | دقيقة | ميداني% | ثلاثية | حرة  | ارتداد | صنع | استلاب | تصدي | نقطة |
| ------- | ------------------ | --- | --- | ----- | ------- | ------ | ---- | ------ | --- | ------ | ---- | ---- |
| 2014–15 | كليفلاند كافالييرز | 8   | 0   | 8.6   | .263    | .222   | .500 | .6     | 1.0 | .8     | .1   | 1.9  |
| المسيرة |                    | 8   | 0   | 8.6   | .263    | .222   | .500 | .6     | 1.0 | .8     | .1   | 1.9  |

## روابط خارجية
- ويل شيري على موقع الدوري الأوروبي لكرة السلة (الإنجليزية)
- ويل شيري على موقع إن بي أي (الإنجليزية)
- ويل شيري على موقع سبورتس رفرنس (الإنجليزية)
- ويل شيري على موقع كرة السلة الأوروبية.كوم (الإنجليزية)
- ويل شيري على موقع كلية كرة السلة في سبورتس رفرنس.كوم (الإنجليزية)
- ويل شيري على موقع ريلجم (الإنجليزية)
- ويل شيري على موقع بروبوليرز (الإنجليزية)
- ويل شيري على موقع سبورتس رفرنس (الإنجليزية)
- ويل شيري على موقع سبورتس رفرنس (الإنجليزية)